# Kerry Conran
Kerry Scott Conran és un director de cinema i guionista estatunidenc, més conegut per crear i dirigir la pel·lícula de ciència-ficció pulp del 2004 Sky Captain i el món del demà .

## Primers anys i influències
Conran va néixer a Flint, Michigan. Va ser educat a l'Califòrnia Institute of the Arts. Va créixer veient pel·lícules i sèries d'aventures clàssiques com King Kong, Horitzons perduts, Metropolis i Flash Gordon en un canal de televisió local.
Va quedar impressionat pel capritx i la imaginació d'aquestes pel·lícules. Va explicar en una entrevista amb John Joseph Adams que les pel·lícules d'aventures de la dècada de 1930 no estaven limitades pel que era pràctic, sinó només per la imaginació dels creadors. Va afirmar que trobava que aquest element mancava a la majoria de les pel·lícules d'aventures modernes, que va descriure com "gairebé massa ben informades... i més cíniques". Com a resultat, des de la seva infantesa havia aspirat a crear una pel·lícula o una sèrie d'aventures en la mateixa línia que les esmentades aventures escapistes dels anys trenta. Va passar gran part de la seva infantesa fent pel·lícules curtes de super-8. En fer-se adult, va entrar al Califòrnia Institute of Arts. Tot i que estava inscrit en una assignatura d’imatge real, es va enamorar de les habilitats dels cursos d'animació per crear el que hi havia en la seva imaginació. Es va adonar que no estaven lligats per coses com ara la practicitat o la regles de la física, sinó només per la seva imaginació. Com a resultat, va idear la idea de fer una pel·lícula amb actors reals, però el fons animat per ordinador.

## Carrera
Quan va esbrinar com anava a fer la pel·lícula, va demanar l'ajuda del seu germà Kevin i d'uns quants amics. Al principi, tenia previst fer una sèrie de set capítols de llargmetratge, que llançaria de manera independent. Finalment, va decidir fer només un teaser de sis minuts, ja que trigaria diverses dècades a crear els fons per a un llargmetratge de llarga durada. Va instal·lar una pantalla blava al seu apartament, i alguns dels seus amics van actuar en els papers. Va crear els fons per a curtmetratges en blanc i negre al llarg de quatre anys amb el seu ordinador Mac. No es podia permetre un millor equipament, així que va utilitzar l'equip que li donaven en pagament per projectes en què treballava, com ara l'autoedició d'articles. El seu ordinador (inclòs l'equip que va guanyar) era obsolet i lent. Va abandonar la societat i va passar tot el seu temps lliure creant el curt, treballant només el suficient per mantenir-se ell i el seu projecte. Més tard va comentar que "no tenia vida", i de vegades s'amagava sota el seu escriptori en posició fetal, sentint la temptació de renunciar al seu projecte.
Va modelar el to i els elements visuals del curt sobre la cinematografia a El tercer home, i va basar el aspecte dels robots que apareixen al curt sobre els del dibuix animat de Superman The Mechanical Monsters. El curt va trigar quatre anys a completar-se. Quan va acabar, es titulava Sky Captain and the Flying Legion In: The World of Tomorrow - Chapter One: The Mechanical Monsters, però normalment es coneix com a The World of Tomorrow.
Kevin Conran va convidar Marsha Oglesby, unA productora i amiga de la seva dona, a mirar el curt. Va quedar impressionada per l'abast i l'ambició del curt, sobretot perquè es va fer íntegrament a l'apartament de Kerry Conran. Va referir els germans Conran al productor Jon Avnet, que va acceptar ajudar els germans Conran a fer un llargmetratge, m, i va trobar finançament per al projecte. Kerry Conran va escriure i dirigir el llargmetratge, titulat Sky Captain i el món del demà, Kevin Conran va exercir com a conceptualista d’art, dissenyador de producció i Dissenyador de vestuari, i la seva germana petita Kirsten va exercir com a director d'art. Al principi, Kerry Conran pretenia que la pel·lícula fos una sèrie de set parts en blanc i negre, però Jon Avnet el va convèncer perquè la fes sense capítols, i en color. Com a resultat, Kerry Conran i el supervisor d'efectes visuals Darin Hollings van desenvolupar un estil de color basat en Technicolor de dues tires i de tres tires. Sky Captain i el món del demà  es va filmar, en la seva major part, completament en pantalla blava, amb fons, il·luminació, i altres efectes afegits en postproducció. Tanmateix, a causa de les limitacions de temps i pressupost, un conjunt es va construir parcialment i un altre completament. Sky Captain i el món del demà  fou estrenada l'any 2004, per Paramount Pictures. Va rebre ressenyes favorables dels crítics, però no va tenir bon rendiment a taquilla.
Després, Conran estava programat per dirigir John Carter of Mars, una adaptació de la novel·la d'Edgar Rice Burroughs Una princesa d Mart, després d'haver-ho rebutjat inicialment dues vegades. Abans que comencés la producció, Sherry Lansing va abandonar Paramount i l'estudi havia perdut interès en el projecte. Conran, que havia substituït a Robert Rodriguez, va ser substituït per Jon Favreau després de deixar el projecte. Els executius de Paramount van decidir no continuar amb el projecte, citant el seu desig de destinar els seus recursos a la franquícia Star Trek. Aleshores, Disney va optar per dirigir a Andrew Stanton de Pixar. Conran tenia previst treballar en un projecte original amb un amic i antic company d'escola Robert Gordon. Ha afirmat que prefereix adaptar material original.
Conran va dirigir l'any 2006 un anunci de Coca-Cola de temàtica nadalenca titulat The Greatest Gift, en el qual Kevin Conran va fer de dissenyador de producció juntament amb altres col·laboradors clau de Sky Captain i el món del demà, entre ells Eric Adkins i Erik Jessen.
El 2012, Conran i el col·laborador de Sky Captain i el món del demà Stephen Lawes van codirigir un curtmetratge escrit per Conran titulat Gumdrop. Els col·laboradors de Sky Captain Jon Avnet, Marsha Oglesby, Sean Cushing, Todd Toon i Kevin Chalk també van participar en la realització del curtt. Conran també va treballar en el curtmetratge prova de concepte Monster Roll del 2012, juntament amb els col·laboradors de Sky Captain Dan Blank (que va dirigir el curt), Eric Adkins, Erik Jessen i Takashi Takeoka.
En un moment donat, Conran havia de dirigir Truckers per a DreamWorks Animation abans que el projecte fos abandonat. També havia de col·laborar amb Sam Raimi en una adaptació de The Shadow i un projecte separat basat en Doc Savage. Sony Pictures, que tenia els drets dels dos personatges, va perdre interès en ambdós projectes algun temps després. Després d'una sèrie de pel·lícules que no van poder entrar en producció, Conran va optar per allunyar-se dels focus: "Vaig decidir que només desapareixeria, que faria les meves pròpies coses, i això és bàsicament el que he estat fent. No he estat ociós, he estat fent coses que són més sobre l'experimentació [de Sky Captain]". Està obert a fer més pel·lícules i ha mostrat certa admiració cap al Marvel Cinematic Universe.

## Llegat
Sky Captain i el món del demà s'ha considerat com una fita en els efectes especials, ja que és la primera gran pel·lícula que es va rodar completament en pantalla blava amb fons generats per ordinador (a excepció dels dos decorats construïts per limitacions de temps i pressupost), i és la pel·lícula que va posar de moda aquest mitjà. Pel·lícules com Sin City, 300 i The Spirit' ' estan influenciades per Sky Captain i el món del demà en aquest sentit. Tanmateix, Kerry Conran ha afirmat que no tenia la intenció de crear un nou gènere o mitjà, ni va utilitzar el seu mètode de gravació en pantalla blava com a truc. A la seva entrevista amb John Joseph Adams, va afirmar: "Sempre he arribat a això des de la perspectiva de la realització de cinema i he desenvolupat les tècniques utilitzades en aquesta pel·lícula per necessitat i mai he intentat interessar a altres aficionats a la informàtica". No obstant això, sí que va reconèixer que la seva pel·lícula havia tingut una influència, encara que sense voler: "Aquesta no era realment la intenció. Sigui o no el que va evolucionar a partir d'això potser... que és una possibilitat. La intenció era explicar aquesta història en particular amb aquells elements visuals concrets que hem utilitzat.... i si la història diu que és una altra cosa...".